# Liste des personnages de Ghost in the Shell

Cette liste présente les personnages de l'univers basé sur le manga Ghost in the Shell de Masamune Shirow.
En 2029, la limite entre l'homme et la machine est floue : en effet, génétiquement modifiés et truffés d'implants, les personnages que l'on appelle désormais cyborgs se sont répandus dans la société entière. Ils ne sont en fait plus qu'une âme (ghost) dans un corps artificiel, dans une coquille (shell).

## Section 9
Les personnages principaux de Ghost in the Shell font partie de la section 9, une unité d'élite anti-terroriste.
Les membres en sont : 

### Motoko Kusanagi
Kusanagi est le nom d'une épée légendaire au Japon ; Masamune, le pseudonyme du créateur du manga, était quant à lui un célèbre forgeron du XVIIe siècle…
Motoko Kusanagi est un cyborg de sexe féminin, aussi appelée Major dans la série. Ses aventures sont retracées dans deux films (Ghost in the Shell, Innocence : Ghost in the Shell 2), deux séries télévisées (Ghost in the Shell: Stand Alone Complex, Ghost in the shell: Stand alone complex 2nd GIG) et un manga. C'est le chef opérationnel de la section 9, elle commande et coordonne la section 9 sur le terrain. Elle n'a de compte à rendre qu'à Aramaki, responsable de la section 9 devant le premier ministre. Bien que son corps paraisse vieux, c'est un combattant redoutable. 
Kusanagi a un corps entièrement cybernétique, et seul son cerveau est resté humain. Comme elle fait partie de la section 9, son corps robotique est constitué du dernier cri en matière de technologie : camouflage thermo-optique, force accrue, habileté, détente. Parce qu'elle a connu ses implants très jeune, le major maîtrise parfaitement son corps et est une combattante redoutable. Elle a eu ses implants afin de la guérir des blessures reçues dans le crash d'un avion de ligne. Comme la plupart des membres de la section 9, Kusanagi possède aussi des facultés de hacking plus étendues que la moyenne.
De par ses fonctions, elle est souvent appelée à prendre des décisions difficiles et rapides, la faisant souvent apparaître comme dure et presque inhumaine. Toutefois, tous les membres de son équipe lui vouent une loyauté et une confiance sans faille car c'est quelqu'un de sûr et déterminé.
Elle a connu très jeune sa transformation cybernétique, ce qui explique sans doute sa recherche permanente de l'humanité qui reste en elle, ayant son corps essentiellement artificiel, seul son cerveau demeure humain. Au cours de ses aventures, elle "côtoie" aussi toutes sortes d'intelligences, humaines ou artificielles, ce qui augmente encore sa "conscience".
Elle incarne également le centre de l'érotisme, de façon très claire dans les mangas, plus effacée dans les films et les séries. Cette propriété est plus encore mise en avant par le fait que son corps soit extrêmement puissant, artificiel, et que le doute subsiste sur sa capacité technique à vivre ou non une relation charnelle.
Elle est incarnée par Scarlett Johansson dans le film-live.

### Daisuke Aramaki
Le chef de la section 9. Cet homme âgé qui dirige avec intelligence la section a la particularité de n'avoir subi aucune opération pour améliorer son corps, ce qui en fait le personnage le plus humain de l'équipe (Togusa décidant d'améliorer son corps, comme on l'apprend par Batou dans Ghost in the Shell: Solid State Society). Il entretient des liens cordiaux avec de hautes personnalités japonaises, comme le Premier ministre, et est toujours le premier sollicité quand le gouvernement a besoin de la section 9. Malgré son rang de chef, il laisse une certaine liberté à ses hommes, en qui il a une confiance totale. Il se démarque par sa facilité d'expression et son charisme certain.
Il est incarné par Takeshi Kitano dans le film-live.

### Batou
Pour les articles homonymes, voir Batou.
Batou (バトー, Batō) est un homme de terrain, ancien membre des rangers dans l'armée. Il a connu des conflits sanglants, et son expérience est une aide précieuse dans les situations d'urgence. Il aime à se faire passer pour quelqu'un de rustre et d'expéditif, mais en réalité ses relations complexes avec le major Kusanagi et son passé en font un personnage plus riche qu'il n'y paraît. C'est le deuxième leader sur le terrain de la section 9.
Il affectionne la musculation, même si pour son corps cybernétique elle n'a aucune utilité physique.
Ses yeux de cyborg permettent au spectateur de davantage se focaliser sur l'expression de son visage que sur son regard.  C'est donc un personnage privilégié pour la focalisation interne, le rendant paradoxalement plus vulnérable qu'il n'en a l'air ; d'autant qu'il est doté d'un tempérament sanguin.
L'humanité du personnage sous sa carapace de cyborg affleure tout au long de la série comme, par exemple, dans l'épisode 18 de Ghost in the Shell SAC 2nd GiG, et est plus particulièrement explorée dans le film Innocence : Ghost in the Shell 2 de Mamoru Oshii. On y voit notamment la relation particulière qu'il entretient avec son chien, un basset. Il est dit que le chien est un clone, dont l'original fut le premier conçu par insémination artificielle. C'est le personnage de la section 9 qui a la relation la plus affectueuse avec les Tachikoma, qui en retour lui sont très attachés et dévoués. Il les traite presque comme des animaux de compagnie (Ghost in the Shell: Stand Alone Complex, Ghost in the shell: Stand alone complex 2nd GIG)
Il est incarné par Pilou Asbæk dans le film live.

### Togusa
Togusa est un humain (Batou lui fera la remarque : « T'es le seul avec Aramaki dont le corps n'est pas sous garantie... »), membre de la section 9. Tenant un rôle secondaire dans le premier film, il prendra de l'importance dans le deuxième film, la série télévisée (Ghost in the Shell: Stand Alone Complex) ainsi que dans l'OAV lui faisant suite, Ghost in the Shell: SAC Solid State Society, où il sera à la tête de la Section 9.
Homme de terrain, Togusa est un ancien membre des forces spéciales de la police qui a été recruté dans la section 9. Ses capacités de déduction sont particulièrement appréciées. Cependant, à la différence de ses collègues, il possède un corps entièrement humain (non-cybernétisé). On apprendra dans l'OAV Ghost in the Shell: S.A.C. Solid State Society qu'il a finalement accepté la cybernétisation de son cerveau. Côté tempérament, on remarque vite qu'il n'est pas très sûr de lui et de ses capacités malgré une intelligence remarquable.

### Ishikawa
Ishikawa est le pirate informatique le plus compétent de la section 9. C'est un homme d'âge moyen à la barbe et chevelure très fournies. Il excelle dans la collecte d'informations et le hacking. Même s'il est surtout spécialisé dans le hacking et la collecte d'informations sur le réseau, comme tous les membres de la section 9, c'est un combattant d'élite capable de parfaitement tenir sa place sur le terrain.

### Saito
Saito n'apparaît que brièvement dans le premier volet des films mais prend en revanche un rôle secondaire dans la série télévisée (Ghost in the Shell : Stand Alone Complex). 
Saito est un cyborg, mais seuls son cerveau, son bras gauche et son œil gauche ont été modifiés, ce qui fait de lui un personnage relativement "humain". Possédant un GPS implanté dans l'œil et relié à un satellite, il est le tireur embusqué du groupe (sniper). Lors d'une partie de poker avec les membres de la section 9, il explique qu'il fut recruté par le major en 2020 au Mexique alors qu'il travaillait comme mercenaire au service des Red bianco en tant que sniper. Néanmoins, il subsiste un doute sur la véracité de son histoire, qu'il aurait pu utiliser pour déconcentrer les autres joueurs.

### Paz
Paz n'apparaît pas dans les films cinématographiques mais prend en revanche un rôle secondaire dans la série télévisée (Ghost in the Shell: Stand Alone Complex).
Paz est un cyborg possédant des capacités physiques, d'aptitude au combat et à l'utilisation du réseau développées. D'apparence froide, il fait partie des hommes que rien ne perturbe. La seconde saison de la série laisse entendre qu'il connaît bien les réseaux de mafieux.
Il est du genre macho et préfère être franc avec les femmes en leurs avouant qu'il ne couche jamais deux fois avec la même, ce qui lui attire souvent quelques problèmes avec ces dernières.
Il est le plus souvent accompagné de son acolyte Borma.

### Borma
Borma (ボーマ Bōma à l'origine, romanisation de Boomer (démolisseur) ) n'apparaît pas dans les films cinématographiques mais prend en revanche un rôle secondaire dans la série télévisée (Ghost in the Shell: Stand Alone Complex).
Borma est un cyborg qui possède des capacités oculaires, physiques, d'aptitude au combat et à l'utilisation du réseau développées.
Travaillant habituellement avec Ishikawa dans la collecte et l'analyse d'informations, il a tendance, de par sa formation militaire (spécialiste de la démolition), à se retrouver plus souvent sur le terrain, accompagné de son acolyte Paz.
Borma excelle dans la création de vaccins et d'anti-virus.

### Azuma
Jeune recrue de la section 9, il participera aux missions des réfugiés dans (Ghost in the Shell: Stand Alone Complex).

### Yano
Yano est arrivé lui aussi dans la section 9 dans (Ghost in the Shell: Stand Alone Complex). Il enquêtera sur les onze individuels avec Azuma. Il meurt lors d'une fusillade dans l'épisode 19 de la saison 2.

### Proto
Proto est un personnage qui ne fait pas beaucoup d'apparitions (on le rencontre uniquement dans Ghost in the Shell: Stand Alone Complex). Il est en réalité un Bioroïde exerçant le métier de technicien de maintenance des Tachikoma. Il fut d'une grande utilité pour sauver le 1er ministre.

## Autres

### Le rieur
Le rieur (笑い男, Warai Otoko, The Laughing Man) est un personnage de la série Ghost in the Shell: Stand Alone Complex. C'est une référence implicite à la nouvelle éponyme de J. D. Salinger et de là au roman de Victor Hugo L'Homme qui rit.

« Je représente l'humanité telle que ses maîtres l'ont faite. L'homme est un mutilé. Ce qu'on m'a fait, on l'a fait au genre humain. On lui a déformé le droit, la justice, la vérité, la raison, l'intelligence, comme à moi les yeux, les narines et les oreilles ; comme à moi, on lui a mis au cœur un cloaque de colère et de douleur, et sur la face un masque de contentement. »

— Victor Hugo, L'Homme qui rit.

Le logo du « rieur »

Le rieur est présenté comme un hacker surdoué, responsable par le passé de plusieurs chantages industriels et d'enlèvements. Il n'apparaît pas dans les deux premiers films cinématographiques mais à l'instar du Puppet Master il a un rôle central dans la première saison de la série Ghost in the Shell: Stand Alone Complex, où il est identifié comme étant un jeune garçon, surnommé Aoi, qui se cache dans un centre où sont soignés les jeunes victimes d'une maladie cybernétique.

Il est également le double de Togusa, dont il partage la voix dans la version originale japonaise et la fascination pour le roman L'Attrape-cœurs de J. D. Salinger, et celui de Motoko qui prendra son apparence.

Le rieur inspire également plusieurs copycats et son rôle exact n'est révélé que dans le dernier épisode de la série où l'on découvre l'ambivalence du personnage.

Sa devise, reprise sur son logo qu'il tague pour masquer son visage lors de ses infiltrations, est la phrase « I thought what I'd do was, I'd pretend I was one of those deaf-mutes » (« Je pensais que le mieux serait de me faire passer pour un sourd-muet. Enfin peut-être ? ») issue de L'Attrape-cœurs.
Le logo créé par Paul Nicholson, designer chez Terratag, est popularisé sur les réseaux et a été repris en particulier par le logiciel de P2P japonais Share.

### Logicoma
Machine de transport logistique (abréviation de LOGistic COnveyer MAchine), le Logicoma est un véhicule de transport équipé d'un système de camouflage thermo-optique permettant de ravitailler les troupes au sol. Modèle de série LCM22. Il possède l'intelligence artificielle suffisante pour discerner son commandant et lui fournir un soutien autonome. Dans Ghost Pain, il est affecté à la surveillance dans la section 9 et n'a aucun équipement embarqué. Dans Ghost Whisper, son espace d'embarquement est vide car en révision mais une permission a été accordée pour le munir de bras et d'un large coffre.

### Fuchikoma
Les Fuchikomas sont des robots intelligents, au service de la section 9. Ils apparaissent dans le manga et le jeu vidéo sur PlayStation. Ils sont remplacés par les Tachikomas dans la série télévisée (Ghost in the Shell: Stand Alone Complex).

### Tachikoma
Les Tachikomas sont des robots intelligents, au service d'une troupe d'élite anti-terroriste : la Section 9. Ils apparaissent dans la série télévisée (Ghost in the Shell: Stand Alone Complex) mais aussi dans les films Ghost in the shell: Arise et sont les héros de la série humoristique Ghost in the Shell: Tachikoma Days clôturant chaque épisode des deux saisons.
Le Tachikoma est une unité robotique et cybernétique qui a été mise au point par la section 9 et qui lui est rattachée. En forme d'araignée blindée, le Tachikoma est un petit char d'intervention urbain.
Employé par la section 9, le Tachikoma est un robot de support mais peut aussi remplir de multiples tâches de protection ou de transport de personnel du fait de son autonomie. L'âge mental d'un Tachikoma est évalué à celui d'un enfant d'une dizaine d'années, mais sa polyvalence en fait un combattant redoutable.
Il est capable de développer un camouflage thermique et optique. Doté de petites roues, il peut aussi faire des sauts ou escalader des parois presque verticales grâce à sa faculté de lancer des câbles. Le Tachikoma possède un armement qui peut varier en fonction des missions : petit canon, mitrailleuse...
La principale caractéristique des Tachikomas est de posséder une intelligence entièrement artificielle mais très évoluée.
Il y a un modèle de Tachikoma, mais plusieurs Tachikomas. Ils ont chacun une personnalité propre mais partagent entre eux toutes les données qu'ils reçoivent et à partir desquelles leur "ressenti" évolue.
En situation de combat ou de crise, le Tachikoma est capable de prendre des décisions rapides et des initiatives afin d'accomplir sa mission. Ils sont entièrement dévoués au major Kusanagi, mais surtout à Batou, qui s'attache à ceux-ci un peu comme on s'attache à un animal. 
Au cours des deux saisons de la série (Ghost in the Shell: Stand Alone Complex, Ghost in the shell: Stand alone complex 2nd GIG), les Tachikoma vont jouer un rôle majeur. 
Les Tachikomas seront au centre d'une polémique lors de la première saison, car bien qu'efficaces et ayant développé leur propre conscience, on se demande si leurs "désinvolture" et leur âge mental trop bas sont compatibles avec leur mission, et jusqu'à quel point ils ont développé leur conscience ; comment ils appréhendent le concept de vie et de mort.
C'est pour cela qu'ils seront démantelés vers la fin de la première saison, au cours de laquelle ils montreront leur "maturité" en se sacrifiant pour sauver leur maître bien-aimé, Batou, triomphant d'un redoutable robot lourd blindé envoyé par l'armée. Le Major suppose alors que les Tachikomas, au fil de leurs missions et de leurs interactions, ont fini par développer leur propre ghost (à la manière du Puppet Master dans le premier film).
Au cours de la saison 2  et de l'OAV Ghost in the Shell: S.A.C. Solid State Society, les Tachikomas réapparaîtront pour quelques missions. Après avoir étendu leurs capacités sur le réseau, ils sont devenus de redoutables hackers, capables de contourner des protections sophistiquées, de pirater des systèmes informatiques ou même des unités entières (section 4).
Lors du dernier épisode, les Tachikomas décident de désobéir aux ordres du major afin de détourner des satellites dans le but d'intercepter un missile nucléaire, et ainsi sauver des vies. Parmi les satellites se trouve par hasard celui où sont stockées leurs intelligences artificielles, ce qui va les détruire (juste avant leur destruction, les Tachikomas font une copie de leur mémoire dans le cyberespace). Les membres de la section 9 finissent par conclure qu'ils avaient bel et bien développé un ghost. À la suite de leur sacrifice, les Tachikomas sont remplacés par des engins plus modernes appelés Uchikomas.